# La Providencia (Baja California)
La Providencia es una localidad del estado mexicano de Baja California. Es parte del municipio de Ensenada.

## Demografía
| Censo | Población |
| ----- | --------- |
| 2000  | 732       |
| 2010  | 1 253     |
| 2020  | 1 604     |